# Scaptodrosophila parapunctipennis
Scaptodrosophila parapunctipennis är en tvåvingeart som först beskrevs av Oswald Duda 1924.  Scaptodrosophila parapunctipennis ingår i släktet Scaptodrosophila och familjen daggflugor. Inga underarter finns listade i Catalogue of Life.